# Iñaki Mercero
Ignacio Mercero Santos, conegut com a Iñaki Mercero, (18 de febrer de 1967) és un director i productor de sèries de televisió espanyol. És fill del cineasta Antonio Mercero i germà del guionista de televisió Antonio Santos Mercero. Va començar la seva carrera com a ajudant de direcció cinematogràfic però la seva carrera es va anar centrant progressivament en el gènere televisiu.

## Filmografia[2]

### Com a director de sèries de televisió
- Toy Boy (2019)
- Sabuesos (2018)
- El Caso: Crónica de sucesos (2016)
- Allí abajo (2015)
- El Príncipe (2014; 4 episodis).
- El tiempo entre costuras (2013; 6 episodis).
- Gran Reserva: El origen (2013; 6 episodis).
- Familia (2013; 2 episodis).
- Los protegidos (2010-11; 4 episodis).
- La chica de ayer (2009; 2 episodis).
- Física o química (2008; 3 episodio).
- Génesis: en la mente del asesino (2006-07; 8 episodis).
- El comisario (2001-06; 24 episodis).
- Motivos personales (2005; 5 episodis).
- Lobos (2005; 2 episodis).
- Los 80 (2004; 2 episodios).
- Hospital Central (2001-02; 3 episodis).
- Abogados (2001; 1 episodi).
- Mediterráneo (1999-2000; 6 episodis).
- El súper (1998; 3 episodis).
- Fernández y familia (1998).
- La vida en el aire (1998; 13 episodis).[3]

### Com a ajudant de direcció cinematogràfic
- Pon un hombre en tu vida (1996)
- Tránsito (curtmetratge) (1996)
- Cautivos de la sombra (1994)
- Sevilla Connection (1992)
- Ni se te ocurra... (1991)
- Espérame en el cielo (1988)
- La guerra de los locos (1987)
- Asignatura aprobada (1987)

### Com a ajudant de direcció de sèries de televisió
- Por fin solos (2 episodios; 1995)
- El destino en sus manos (1995)
- ¡Ay, Señor, Señor! (13 episodios; 1994)
- Vecinos (1994)
- Réquiem por Granada (1991)
- Brigada central (1989)
- Historias del otro lado (1988)

### Com a productor executiu de sèries de televisió
- Los protegidos (2010-11; 27 episodis)
- La chica de ayer (2009; 8 episodis)
- Física o química (2008; 12 episodis). Va preparar el projecte inicial de la sèrie, el títol de la qual anava a ser "Empezar de cero",[4] i va produir els dotze primers capítols.

## Altres treballs
- Com a realitzador: Farmacia de guardia (21 episodis; 1991-92)
- Como guionista: La vida en el aire (sèrie de TV) (13 episodis; 1998)